# Wolfram Starke (Fußballspieler)
Wolfram Starke (* 9. April 1922; † 20. Februar 2011) war ein deutscher Fußballspieler. In Meerane spielte er zwischen 1949 und 1955 Erstligafußball.

## Sportliche Laufbahn
Im Frühjahr 1948 wurde Wolfram Starke mit der SG Meerane Meister der Kreisliga Glauchau. Mit Siegen über die SG Leipzig-Gohlis Nord (1:0) und die SG Dresden-Friedrichstadt (3:1) qualifizierten sich die Meeraner für die 1. Ostzonenmeisterschaft. Dort stieß die Mannschaft um ihren Stürmer Starke bis ins Halbfinale vor, wo sie der SG Freiimfelde Halle mit 2:5 unterlag. Mit zwei Toren von Starke hatte Meerane zwischenzeitlich mit 2:0 geführt. In den beiden vorangegangenen Spielen hatte er mit jeweils einem Tor für das Weiterkommen gesorgt. Auch bei der 2. Ostzonenmeisterschaft war die SG Meerane als sächsischer Fußballmeister vertreten und erreichte wieder das Halbfinale. Zuvor hatte Starke mit zwei Toren im Viertelfinale zum 3:2-Sieg über die SG  Babelsberg beigetragen. Im Halbfinale kam er nicht zum Torerfolg, und Meerane unterlag Fortuna Erfurt mit 3:4 nach Verlängerung.
Mit der Teilnahme an der Ostzonenmeisterschaft hatten sich die Meeraner für die erste Saison der DDR-weiten Ostzonenliga (der späteren DDR-Oberliga) qualifiziert. In der inzwischen als SG Einheit auftretenden Mannschaft wurde Starke 1949/50 als einziger Spieler in allen 26 Punktspielen eingesetzt, dabei erzielte er vier Tore. In der Spielzeit 1950/51 wurde die höchste DDR-Spielklasse als Oberliga bezeichnet, da unter ihr die DDR-Liga installiert worden war. Die Meeraner Fußballer traten nun als Betriebssportgemeinschaft (BSG) Fortschritt an und hatte in der Oberliga 34 Punktspiele zu bestreiten. Starke fehlte nur bei zwei Begegnungen und kam diesmal auf fünf Treffer. In der Saison 1951/52 wurde er mit 23 Toren Torschützenkönig der Meeraner. Die Mannschaft musste aber nach drei Jahren Erstklassigkeit in die DDR-Liga absteigen. In dem DDR-Liga-Jahr 1952/53 wurde Starke mit 25 Treffern erneut erfolgreichster Torschütze der BSG Fortschritt, wurde darüber hinaus auch Torschützenkönig der DDR-Liga und stieg mit seiner Mannschaft umgehend wieder in die Oberliga auf. Dort konnte sich Fortschritt Meerane zwei weitere Spielzeiten behaupten. Auch 1953/54 war Starke mit 25 Einsätzen bei 28 Punktspielen weiterhin Stammspieler als Stürmer und kam sieben Mal zum Torerfolg. In der Abstiegssaison 1954/55 musste er wegen Verletzungen mehrfach aussetzen und konnte nur in dreizehn Oberligaspielen eingesetzt werden, in denen er zwei Tore erzielte. Anschließend beendete Wolfram Starke nach 131 Erstligaspielen mit 40 Toren und 23 Zweitligaspielen mit 25 Toren seine Laufbahn im höherklassigen Fußball.